# Концерт для фортепіано з оркестром № 1 (Чайковський)
Концерт для фортепіано з оркестром №1, сі-бемоль мінор, Op. 23 Петра Ілліча Чайковського написаний 1875 року. Початково концерт був присвячений російському піаністові Миколі Рубінштейну, однак Рубінштейн відмовився виконувати цей твір, вважаючи його надмірно складним і незручним для виконання. Вперше цей концерт виконав Ганс фон Бюлов, знаменитий німецький піаніст, учень Ференца Ліста, прем'єра відбулася 25 жовтня 1875 року у Бостоні. Йому ж композитор перепосвятив цей концерт. У Росії концерт уперше виконав С. І. Танєєв. В одному з листів назвав його першим російським фортепіанним концертом. Концерт №1 став одним із найвідоміших і часто виконуваних класичних творів у світі[джерело?].
У концерті Чайковський використав українські народні теми. В 1 частині, у головній партії він використав наспів лірників, почутий ним в Україні. Сам композитор писав про цьому так: 

| "Слухав лірний спів сліпих. Він називається лірним за назвою інструмента, що акомпанує, - лірою, який, втім, з античною лірою нічого спільного не має. Цікаво, що всі сліпі співаки в Малоросії співають той самий вічний наспів і з тим же награшем. Я почасти скористався цим наспівом у першій частині мого фортепіанного концерту" |.
У фіналі концерту Чайковський використав українську пісню-веснянку "Вийди, вийди, Іванку." За спогадами М. І. Чайковського, в другій частині концерту композитор використав французьку пісню, що часто наспівували його молодші брати.
У XX столітті Перший концерт Чайковського став одним із найрепертуарніших творів, він є обов'язковим твором для виконання на Міжнародному конкурсі імені Чайковського.
Концерт складається з трьох частин:
1. Allegro non troppo e molto maestoso — Allegro con spirito (сі-бемоль мінор → сі-бемоль мажор)
2. Andantino simplice – Prestissimo (ре-бемоль мажор)
3. Allegro con fuoco (сі-бемоль мінор → сі-бемоль мажор)